# Sidera
Sidera Miettinen & K.H. Larss. – rodzaj grzybów z klasy pieczarniaków (Agaricomycetes).

## Charakterystyka
Grzyby nadrzewne poliporoidalne, lub hydnoidalne jednoroczne lub wieloletnie, o owocnikach rozpostartych, bladych. Powodują białą zgniliznę drewna.
Hymenofor o regularnych porach lub drobnokolczasty (kolce w liczbie 4–12 na mm). System strzępkowy monomityczny lub dimityczny, strzępki generatywne wąskie o średnicy do 3 µm, cienkościenne, niecyjanofilne lub lekko cyjanofilne, ze sprzążkami. W hymenium zamiast cystyd występują cienkościenne, szydłowate, długoszyjne do cylindrycznych i lekko główkowate cystidiolie. W subikulum lub w tramie, a najliczniej w starych podstawkach, występują kryształki o rozetkowatym lub gwiaździstym kształcie. Podstawki elipsoidalne, cylindryczne lub maczugowate, zwykle o długości 12 µm lub krótsze. Bazydiospory allantoidalne, cienkie, małe, o długości poniżej 5 µm.

## Systematyka i nazewnictwo
Pozycja w klasyfikacji według Index Fungorum: Incertae sedis, Hymenochaetales, Agaricomycetidae, Agaricomycetes, Agaricomycotina, Basidiomycota, Fungi.
Takson utworzyli Otto Miettinen i Karl-Henrik Larsson w 2011 r. Nadali mu nazwę od łacińskiego słowa sidus oznaczającego gwiazdę, odnosząc się do charakterystycznych rozetkowatychlub gwiazdopodobnych kryształków występujących u gatunków należących do tego rodzaju.
Gatunki występujące w Polsce:
- Sidera lenis (P. Karst.) Miettinen 2011[3] – tzw. szkieletnica aksamitna, mąkosa aksamitna[4].
- Sidera vulgaris (Fr.) Miettinen 2011

Nazwy naukowe na podstawie Index Fungorum. Wykaz gatunków według Władysława Wojewody i innych, nazwa polska według W. Wojewody (podana została dla synonimu Skeletpcutis lenis i jest niespójna z nazwą naukową).